# Sông Bắc Vọng
Sông Bắc Vọng hay còn gọi là sông Động Quế theo cách gọi của Trung Quốc (tiếng Trung: 峒桂河; Hán-Việt: Động Quế hà), là dòng sông bắt nguồn tại Trung Quốc, chảy qua một số huyện phía đông tỉnh Cao Bằng rồi tạo thành biên giới tự nhiên giữa Việt Nam – Trung Quốc trước khi hợp lưu với sông Bằng tại thị trấn Tà Lùng. Cửa khẩu Tà Lùng, cửa khẩu chính của tỉnh Cao Bằng nằm bên bờ sông Bắc Vọng, hai cửa khẩu nối với nhau bằng cầu Tà Lũng bắc qua sông.

## Dòng chảy
Nhánh bắc của Sông Bắc Vọng chảy trên địa bàn Trung Quốc với một cư ly rất nhỏ trước khi chảy vào địa phận Việt Nam theo hướng tây bắc - đông nam tại xã Tri Phương, huyện Trùng Khánh. Dòng sông tiếp tục đi qua địa bàn các xã Quang Trung, Trung Phúc, Đoài Dương. Đến địa phận huyện Hạ Lang, sông vẫn chảy theo hướng cũ qua ranh giới các xã Kim Loan, An Lạc, sau đó sông chuyển hướng bắc nam và tạo thành ranh giới giữa xã An Lạc với xã Vinh Quý, rồi lại đổi sang hướng đông bắc - tây nam. Đến huyện Quảng Hòa, sông chảy theo hướng đông bắc - tây nam qua xã Bế Văn Đàn.
Nhánh sông phía nam bắt nguồn từ xã Phi Hải, huyện Quảng Hòa, chảy theo hướng tây bắc - đông nam song song với nhánh bắc. Sông lần lượt chảy qua các xã Quảng Hưng, Độc Lập, Cai Bộ rồi hợp lưu với nhánh phía bắc ở xã Bế Văn Đàn. Do dòng bắc trước đó đã đổi hướng đông bắc-tây nam, nên ngã ba sông tạo thành một hình sao ba cánh khá cân đối.
Sau khi hợp lưu, sông Bắc Vọng tiếp tục chảy trên địa phận xã Bế Văn Đàn theo hướng bắc - nam, rồi đổi sang hướng đông - tây đi qua ranh giới giữa xã Bế Văn Đàn và xã Cách Linh. Sau đó, Bắc Vọng đổi dòng bắc - nam khi trở thành một đoạn biên giới giữa Việt Nam-Trung Quốc trước khi đổ vào sông Bằng ở thị trấn Tà Lùng.

## Thủy điện
Đoạn sông Bắc Vọng chảy qua xã Triệu Ẩu đang có Nhà máy thủy điện Nà Loà, công suất 6MW, đã chính thức phát điện, cung cấp cho lưới điện quốc gia của Việt Nam mỗi năm khoảng trên 30 triệu kWh điện. Nhà máy thủy điện Nà Lòa được đầu tư số vốn đầu 110 tỷ đồng, là cơ sở công nghiệp có vốn đầu tư lớn nhất tại tỉnh Cao Bằng từ trước tới nay. Nhà máy đáp ứng trên 40% nhu cầu phụ tải điện năng, giải quyết một phần tình trạng thiếu điện vào mùa khô của tỉnh Cao Bằng.